# María José Segarra Crespo
María José Segarra Crespo   (Madrid, 1963) és una fiscal espanyola. Va ser nomenada Fiscal General de l'Estat per l'executiu de Pedro Sánchez el juny de 2018. Pertany a la Unió Progressista de Fiscals (UPF), de caràcter progressista.
Llicenciada en Dret a la Universitat Autònoma de Madrid, va iniciar la seva carrera com a fiscal el 14 de setembre de 1987, destinada als jutjats de Sant Boi de Llobregat i Sabadell. A Barcelona es va especialitzar en temes amb menors. El 1993 es va traslladar a Sevilla, on va ser fiscal en cap des del 2004 fins al 2018 i on va abordar casos com l'assassinat de Marta del Castillo i el cas dels ERO fraudulents, entre d'altres.
El 2018 va ser elegida per pertànyer al Consell Fiscal i el juny del mateix any fou nomenada Fiscal General. Durant l'inici del curs judicial 2018-2019 va declarar que no cediria a pressions per rebaixar les penes dels presos polítics catalans.